# Silvercup Studios
Los Silvercup Studios son el mayor complejo de producción de cine y televisión de la ciudad de Nueva York. Está situado en el barrio de Long Island City, en Queens, y los estudios llevan operativos desde 1983, cuando su sede se encontraba en el antiguo edificio Silvercup Bakery. Los estudios —propiedad de los hermanos Alan y Stuart Suna— han producidos notables series de televisión estadounidense como Los Soprano, Gossip Girl o la versión cinematográfica de Sex and the City.

## Historia
Durante sus primeros años, los estudios fueron empleados, principalmente, para la grabación de vídeos musicales o anuncios de televisión, aunque se llegaron a grabar algunas escenas ocasionales para películas como Highlander y Garbo Talks. Norman Leigh, conocido entre los cineastas neoyorquinos por su trabajo eléctrico en Midnight Cowboy, supervisó los estudios durante sus primeros años.
Con el paso del tiempo, los estudios han sido utilizados, casi en su totalidad, para la producción de series de televisión.

## Producciones

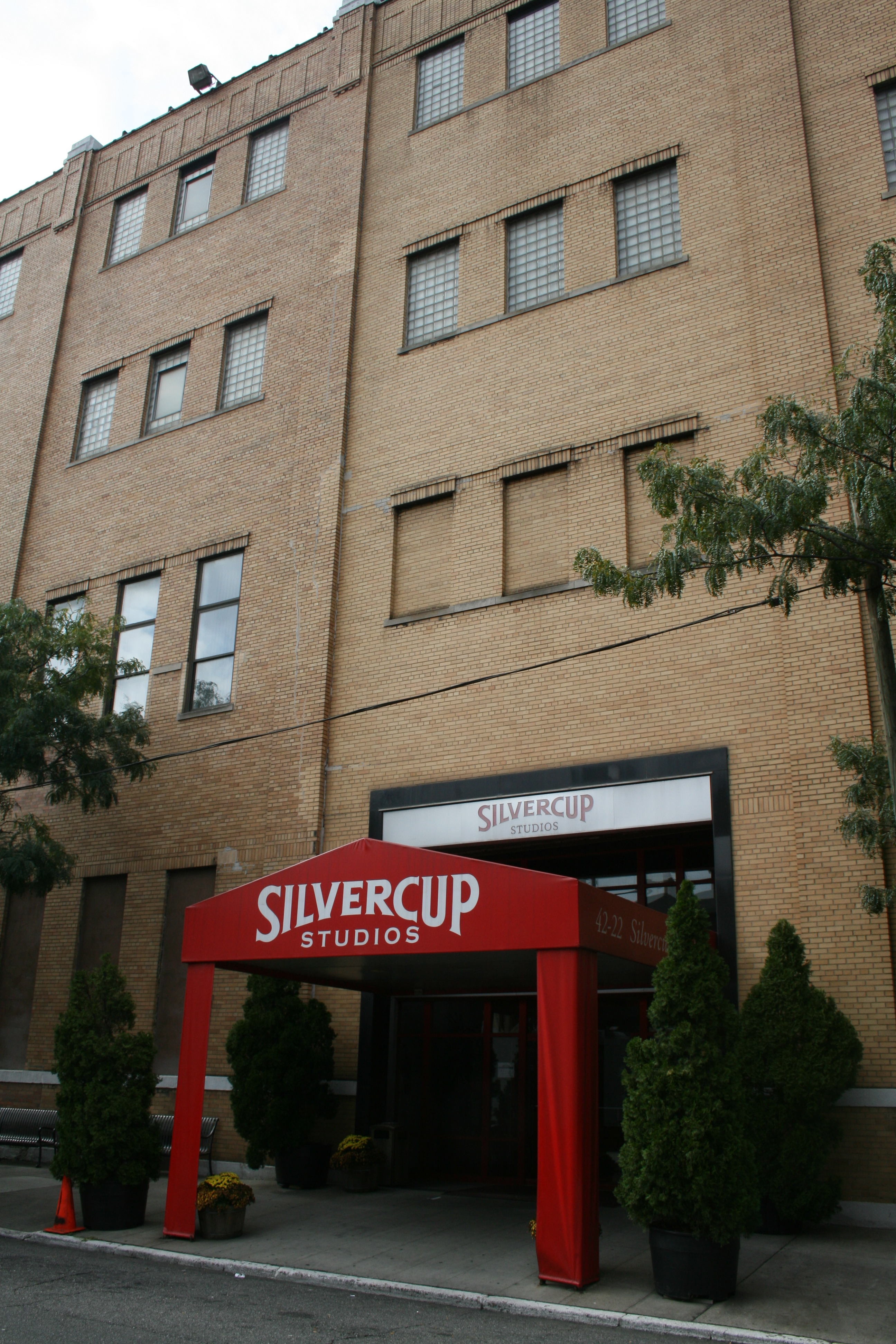
Entrada al edificio de los estudios.

Silvercup fue el complejo principal donde se grabaron las escenas de Los Soprano, Sex and the City y la serie de ABC Hope & Faith. Entre las producciones más importantes se encuentran:
- 30 Rock
- White Collar
- Fringe
- Sin reservas
- Little Children
- Julie & Julia
- What Happens in Vegas
- Gossip Girl
- Analyze That
- La familia Savage
- Dark Water
- The Sopranos
- Ugly Betty
- Un papá genial
- Reencarnación
- Black Rain
- The Devil Wears Prada
- Gangs of New York
- Garbo Talks
- Hide and Seek
- Highlander
- The Impostors
- Jonny Zero
- Just My Luck
- Krush Groove
- Little Nicky
- Mad Men
- Meet the Parents
- Mickey Blue Eyes
- Private Parts
- Two Weeks Notice
- Uptown Girls
- Righteous Kill
- Sex and the City